# Zalesie-Stefanowo
Zalesie-Stefanowo – wieś w Polsce położona w województwie podlaskim, w powiecie wysokomazowieckim, w gminie Czyżew.
| SIMC    | Nazwa         | Rodzaj    |
| ------- | ------------- | --------- |
| 0396558 | Zaręby-Sasiny | część wsi |

W latach 1975–1998 miejscowość administracyjnie należała do województwa łomżyńskiego.
Wierni kościoła rzymskokatolickiego należą do parafii św. Doroty w Rosochatem Kościelnem.

## Historia
W 1578 roku, w 2. zagrodach mieszkała tu częściowa szlachta. Grunty o ogólnej powierzchni 18 łanów kmiecych.
W roku 1827 miejscowość liczyła 12 domów i 104. mieszkańców. Pod koniec XIX w. wieś i folwark w Powiecie ostrowskim, gmina Dmochy-Glinki, parafia Rosochate.
W 1921 r. naliczono tu 10 budynków z przeznaczeniem mieszkalnym oraz 61. mieszkańców (28. mężczyzn i 33 kobiety). Wszyscy podali narodowość polską.
Podczas II wojny światowej, w lesie dzielącym Zalesie-Stefanowo i Zaręby-Skórki zostali pochowani Żydzi, oraz miejscowa ludność, zamordowani przez Niemców.

## Współcześnie
We wsi znajduje się 17 domów, które zamieszkuje 73 osoby. Zalesie jest miejscowością otoczoną lasami mieszanymi.